# Tiangong space station
Tiangong space station er en bemandet kinesisk rumstation, der er efterfølger til Tiangong 1 og Tiangong 2.
Rumstationen blev etableret i løbet af 2021 og 2022.
Tiangong space station kaldes også CSS for Chinese Space Station.